# Selecția Națională 2011
La 1 octombrie 2011, televiziunea publică din România, TVR, a anunțat organizarea unei Selecții Naționale în vederea alegerii reprezentantului României la Concursul Muzical Eurovision 2011 la data de 31 decembrie 2010. 13 piese au concurat la spectacolul televizat.
La 15 noiembrie 2010, TVR a publicat lista celor 13 cântece care aveau să concureze pentru a reprezenta România la Eurovision.

## Participanți
|    | Artist                              | Piesă                         | Televot | Juriu | Total | Loc |
| -- | ----------------------------------- | ----------------------------- | ------- | ----- | ----- | --- |
| 01 | Adi Cristescu                       | "One by One"                  | 2       | 2     | 4     | 8   |
| 02 | Dalma                               | "Song for Him"                | 0       | 3     | 3     | 11  |
| 03 | Leticia                             | "Dreaming of You"             | 4       | 6     | 10    | 6   |
| 04 | Silvia Ștefănescu                   | "I Can't Breathe Without You" | 1       | 1     | 2     | 12  |
| 05 | Blaxy Girls                         | "It's So Fine"                | 6       | 0     | 6     | 7   |
| 06 | Claudia Pavel                       | "I Want U to Want Me"         | 3       | 0     | 3     | 10  |
| 07 | Laurențiu Cazan                     | "We Can Change The World"     | 5       | 7     | 12    | 5   |
| 08 | Dan Helciug                         | "My Facebook Girl"            | 0       | 4     | 4     | 9   |
| 09 | Distinto, Ianna & Anthony Icuagu    | "Open Your Eyes"              | 12      | 5     | 17    | 2   |
| 10 | Direcția 5                          | "Cinema Love"                 | 7       | 10    | 17    | 3   |
| 11 | Rallsa                              | "Take me down"                | 0       | 0     | 0     | 13  |
| 12 | Hotel FM                            | "Change"                      | 10      | 12    | 22    | 1   |
| 13 | Mihai Alexandru feat. B-Body & Soul | "Bang Bang"                   | 8       | 8     | 16    | 4   |

## Piesa câștigătoare
Melodia „Change”, interpretată de Hotel FM, a câștigat Selecția Națională din 2011, cumulând un total de 22 de puncte (10 puncte televot, 12 puncte juriu).